# IC 4376
IC 4376 bezeichnet im Index-Katalog drei scheinbar dicht beieinander liegende Sterne im Sternbild Centaurus. Der Katalogeintrag geht auf eine Beobachtung des Astronomen DeLisle Stewart im Jahr 1899 zurück.